# University of Pennsylvania Press
La University of Pennsylvania Press (o Penn Press) es una editorial universitaria estadounidense afiliada a la Universidad de Pensilvania ubicada en Filadelfia, Pensilvania.

## Historia
La editorial se incorporó originalmente a la Commonwealth of Pennsylvania el 26 de marzo de 1890, y el sello de la University of Pennsylvania Press apareció por primera vez en publicaciones en la última década del siglo XIX. Una de las primeras publicaciones, en 1899, fue un hito: The Philadelphia Negro, del reformador, académico y crítico social W. E. B. Du Bois, un libro que todavía permanece impreso en las listas de la editora.
La University of Pennsylvania Press, Inc. es una corporación sin fines de lucro de Pensilvania, de propiedad de la Universidad de Pensilvania, con sede en Filadelfia. El edificio que alberga la editora es la antigua Potts House construida por el estudio de arquitectura Wilson Brothers & Company.
Actualmente la editorial tiene una lista de aproximadamente 3000 títulos y una producción anual de más de 140 libros nuevos. Las áreas de interés incluyen historia y cultura estadounidense, estudios antiguos, medievales y renacentistas, antropología, arquitectura del paisaje, artes de estudio, derechos humanos, estudios judíos y ciencia política. También publica 16 revistas académicas revisadas por pares, principalmente en humanidades, así como la revista trimestral Dissent especializada en política y cultura.